# Carlton Elmer Purdy
Carlton Elmer Purdy (16 de março de 1861, Dansville, Condado de Ingham, Michigan - 8 de agosto de 1945, Ukiah, California)  foi um botânico, fazendeiro, explorador e coletor de plantas norte-americano.